# 猬海眼虫
猬海眼虫（学名：Haliomma erinaceum）为星球虫科海眼虫属的动物。分布于地中海、大西洋、太平洋以及西沙群岛等。